# Конари (Груєцький повіт)
Конари (пол. Konary) — село в Польщі, у гміні Варка Груєцького повіту Мазовецького воєводства.
Населення — 387 осіб (2011).
У 1975-1998 роках село належало до Радомського воєводства.

## Демографія
Демографічна структура станом на 31 березня 2011 року:
|          | Загалом | Допрацездатний вік | Працездатний вік | Постпрацездатний вік |
| -------- | ------- | ------------------ | ---------------- | -------------------- |
| Чоловіки | 183     | 31                 | 132              | 20                   |
| Жінки    | 204     | 41                 | 111              | 52                   |
| Разом    | 387     | 72                 | 243              | 72                   |